# Mikkel Hansen
Mikkel Hansen, danski rokometaš, * 22. oktober 1987, Helsingør, Danska.
Igra na poziciji levega zunanjega igralca. Visok je 1,96 m in tehta 98 kilogramov. 
Svojo kariero je začel leta 1997 pri rokometnem klubu IF Helsingør. Takoj je pokazal svoj talent in se je leta 2000 preselil k rokometnemu klubu Virum-Sorgenfri HK kjer je ostal do leta 2005. V letih 2003-2005 je igral tudi v šolski ekipi Oure Efterskole. Od leta 2005 pa je igral za rokometni klub GOG Svendborg kjer je ostal do leta 2008, ko je zapustil Dansko in podpisal za najboljši španski rokometni klub FC Barcelona kjer je ostal le dve leti. Nato se je odločil za vrnitev na Dansko - zaigral je za rokometni klub AO Københaven, kjer je prav tako ostal le dve leti. Od leta 2012 je igral za francoski rokometni klub PSG Handball. Potem je podpisal za Aalborg Håndbold in se po OI v Parizu upokojil. 
Pri teh klubih  je osvojil kar več naslovov prvaka in tudi podprvaka. Takoj po prihodu v GOG Svendborg leta 2005 je s svojo ekipo osvojil danski pokal, leto pozneje so bili ligaški podprvaki prav tako tudi leta 2008. Leta 2007 in 2008 je bil s svojo ekipo Danski pokalni podprvak. Leta 2007 je z ekipo osvojil naslov danskih prvakov, ki ga je osvojil še dvakrat in sicer z ekipo AO Københaven leta 2011 in 2012. S tem klubom je osvojil tudi danski pokal leta 2010 in 2011. Tudi z Barcelono je osvojil veliko. V Španiji je bil dvakrat drugi v španski ligi, dvakrat je osvojil španski pokal in dvakrat prav tako tudi španski superpokal, enkrat je z Barcelono osvojil tudi pokal ASOBAL enkrat pa je bil drugi. 
Med igranjem v klubih je igral tudi za dansko rokometno reprezentanco, s katero je osvojil večinoma samo druga mesta. Leta 2011 so na svetovnem prvenstvu na Švedskem osvojili drugo mesto, leta 2013 v Španiji na svetovnem prvenstvu prav tako osvojili drugo mesto. Na evropskem prvenstvu leta 2012 v Srbiji pa so danski rokometaši osvojili prvenstvo, vendar jim tega ni uspelo ponoviti na domačem evropskem prvenstvu leta 2014, saj so osvojili drugo mesto. Z Dansko je osvojil OI v Parizu. Do leta 2024 je bil najboljši strelec OI vsej časov. Prehitel ga je Mathias Gidsel.
Leta 2011 ga je Mednarodna rokometna zveza (IHF) izbrala za najboljšega igralca na svetu. Na svetovnem prvenstvu v Srbiji 2012 je bil izbran v najboljšo sedmerico igralcev kot najboljši levi zunanji prvenstva.

## Zasebno življenje
Njegovi mami je ime Helle, očetu pa Flemming. Ima tudi dve sestri in sicer starejšo Mette ter mlajšo Mie. V zvezi je s stilistko Stephanie Gundelach.
Vsa njegova družina je igrala rokomet zato je tudi postal tako dober rokometaš, kajti družina ga je podpirala Njegov oče Flemming je bil prav tako odličen rokometaš. Za dansko reprezentanco je odigral 120 tekem in dal 240 golov, sodeloval je tudi na poletnih olimpijskih igrah 1984.